# Mahmutlar, Tire
Mahmutlar là một xã thuộc huyện Tire, tỉnh İzmir, Thổ Nhĩ Kỳ. Dân số thời điểm năm 2010 là 372 người.